# Димча
Димча е село в Северна България. То се намира в община Павликени, област Велико Търново.

## Население
Преброяване на населението през 2011 г.
Численост и дял на етническите групи според преброяването на населението през 2011 г.:
|                     | Численост | Дял (в %) |
| Общо                | 350       | 100,00    |
| Българи             | 278       | 79,42     |
| Турци               | 60        | 17,14     |
| Цигани              | 0         | 0,00      |
| Други               | 0         | 0,00      |
| Не се самоопределят | 0         | 0,0       |
| Неотговорили        | 3         | 0,85      |

## Други
- Пенсионерски клуб „Възраждане“

## Спорт
- ФК „Димча“